# 乌江镇 (甘州区)
乌江镇，是中华人民共和国甘肃省张掖市甘州区下辖的一个乡镇级行政单位。

## 行政区划
乌江镇下辖以下地区：
平原堡社区、谢家湾村、元丰村、贾家寨村、敬依村、乌江村、管寨村、东湖村、平原村、安镇村、天乐村、大湾村、小湾村和永丰村。